# Ceratomyxa vikrami
Ceratomyxa vikrami is een microscopische parasiet uit de familie Ceratomyxidae. Ceratomyxa vikrami werd in 1948 beschreven door Tripathi. 